# Wilhelm Matton
Knut Wilhelm (Vilh) Matton, född 7 juli 1901 i Gävle, död 7 november 1971, var en svensk fotograf, förgyllare, målare.

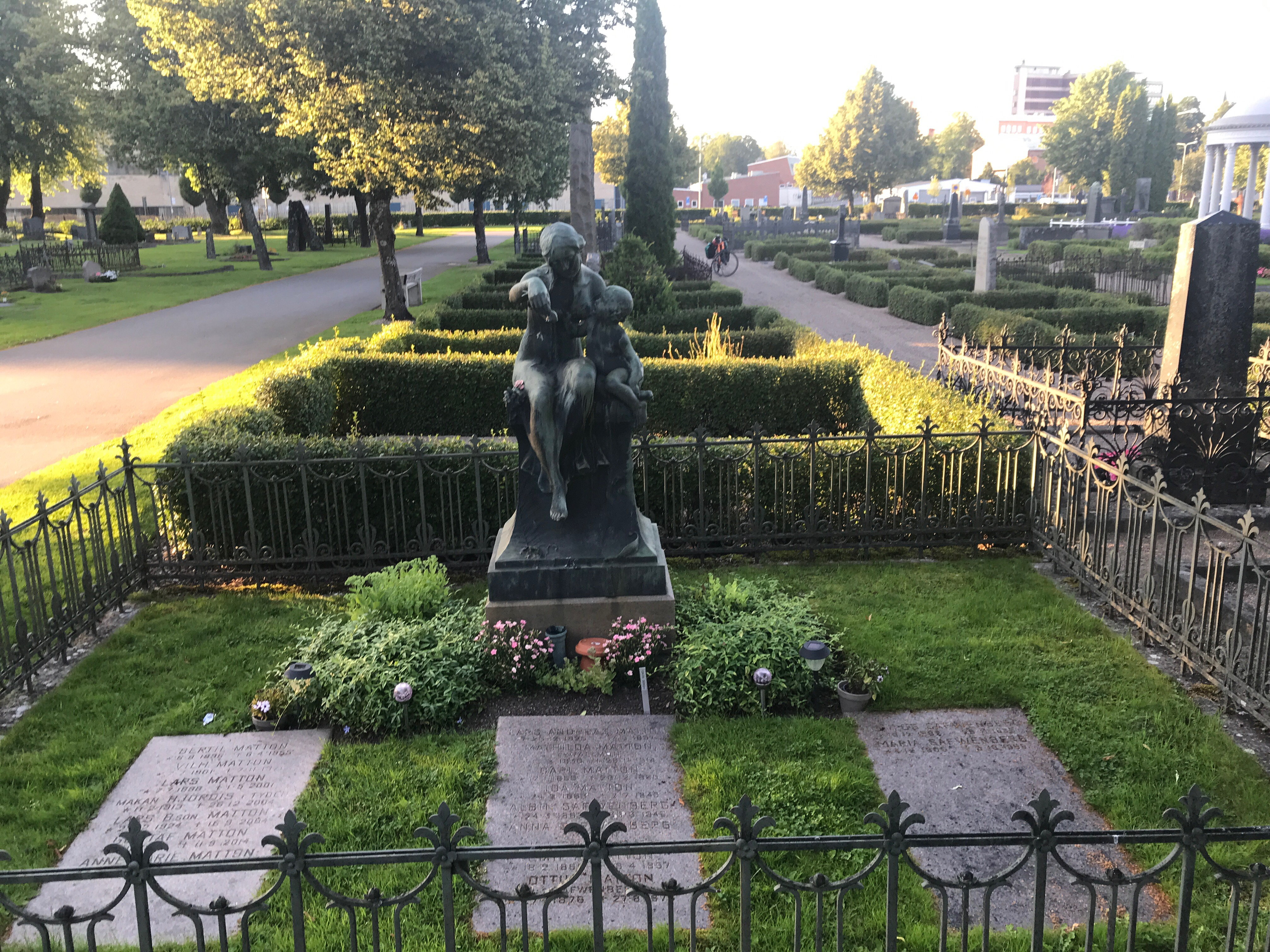
Gravvård Gamla kyrkogården, Gävle

Han var son till fabrikören Emil Matton och Ottil Charlotta Oscaria Säfwenberg och brorson till Ida Matton. Han studerade vid Edward Berggrens målarskola i Stockholm och under studieresor till Tyskland, England, Frankrike och Belgien. Separat ställde han ut ett flertal gånger i Gävle bland annat på Gävles stadshus och han medverkade i samlingsutställningar med Gävleborgs läns konstförening och Roslagens konstnärsgille. Hans konst består av blomsterstilleben, genremotiv, landskap gärna med snö.